# Ingrid Michaelson
Ingrid Ellen Michaelson (* 8. Dezember 1979 in Staten Island, New York) ist eine US-amerikanische Sängerin und Songwriterin. Im Jahr 2007 gelang Michaelson mit ihren zweiten Album Girls and Boys der erste große kommerzielle Erfolg; ihre Titel wurden in Fernsehserien wie Grey’s Anatomy und One Tree Hill gespielt. Michaelson produziert ihre im Bereich des Indie-Pop angesiedelten Titel selbst und spielt bei den Aufnahmen sowohl die Gitarren- als auch die Klavierparts ein.

## Biografie
Ingrid Michaelson wurde im Jahr 1979 in eine Künstlerfamilie geboren. Ihr Vater ist Komponist für klassische Musik, ihre Mutter Künstlerin und Leiterin des Staten Island Museum. Ingrid Michaelson wuchs im New Yorker Bezirk Staten Island auf, wo ihr musikalisches Talent schon früh erkannt und gefördert wurde. Mit vier Jahren erhielt sie bereits Klavierunterricht, später folgte Gesangsunterricht am Dorothy Delson Kuhn Music Institute in Staten Island.
Michaelson studierte Theaterwissenschaften an der Binghamton University und begleitete als Regisseurin eine Theatertruppe auf ihrer Tournee. Während dieser Zeit begann sie eigene Lieder zu komponieren. 2002 folgten die ersten Auftritte in einer Café Bar in Staten Island. Michaelson entschloss sich ein Jahr später, einige ihrer Titel auf einem selbstproduzierten Album, Slow the Rain, aufzunehmen. Da sich kein Musiklabel für Slow the Rain interessierte, veröffentlichte Ingrid Michaelson ihr Debüt im Selbstverlag.
Ihr zweites Album Girls and Boys veröffentlichte Ingrid Michaelson im Jahr 2006 im Internet auf der Website Myspace. Dort wurde die Musikmanagerin Lynn Grossman auf Michaelson aufmerksam und platzierte den Titel Breakable im November 2006 in einer Episode der Fernsehserie Grey’s Anatomy. Die Verwendung dieses Liedes löste eine große Nachfrage nach Ingrid Michaelson im Internet aus, ihre MySpace-Seite wurde stark frequentiert und das Album Girls and Boys erreichte Platz 2 der iTunes Pop Charts.
Michaelsons Lieder wurden in weiteren Folgen von Grey’s Anatomy sowie in mehreren Episoden der Dramaserie One Tree Hill eingesetzt. Für das Finale der dritten Staffel von Grey’s Anatomy hatte sie eigens einen neuen Titel eingespielt. Im Herbst 2007 wurde der Titel The Way I Am für eine Werbekampagne des Bekleidungsunternehmens Old Navy verwendet. Schließlich wurde Girls and Boys im September 2007 neu veröffentlicht, allerdings erneut auf ihrem eigenen Independent-Label Cabin 24. Die erste Single des Albums, The Way I Am, platzierte sich im Oktober 2007 in den Billboard Hot 100 und erreichte schließlich Platz 37.
Der Erfolg von Girls and Boys führte zu zahlreichen Fernseh- und Konzertauftritten von Ingrid Michaelson in den Vereinigten Staaten. Im Herbst 2008 trat sie im Vorprogramm der Europatournee von Jason Mraz auf. Daneben engagierte sich Michaelson bei verschiedenen Benefizveranstaltungen. Ihr drittes Album Be OK, das neben Liveaufnahmen und Coverversionen auch mehrere neue Lieder enthielt, wurde im Oktober 2008 in den Vereinigten Staaten zu Gunsten der Wohltätigkeitsorganisation Stand Up to Cancer veröffentlicht. Für ein Benefizalbum des in Los Angeles ansässigen Konzertveranstalters Hotel Café komponierte Ingrid Michaelson zusammen mit Sara Bareilles die Ballade Winter Song, die auch beide zusammen einspielten.
Mit einjähriger Verspätung wurde im Dezember 2008 Girls and Boys auch in Deutschland veröffentlicht. Die Single The Way I Am erschien bereits vorab am 28. November 2008.
Für das Ende 2009 veröffentlichte Solodebüt 3 Words der britischen Sängerin Cheryl Cole schrieb Ingrid Michaelson zusammen mit Marshall Altman den Titel Parachute. Das Lied wurde ein Top-10-Hit im Vereinigten Königreich und brachte Cole zwei Nominierungen für die Brit Awards in den Kategorien Beste britische Künstlerin und Beste britische Single ein. 2010 veröffentlichte Michaelson ihre eigene Version von Parachute, darüber hinaus wurden Michaelsons Alben Everybody und Boys and Girls sowie die Single The Way I Am im Vereinigten Königreich veröffentlicht.

## Diskografie

### Alben
- 2005: Slow the Rain
- 2007: Girls and Boys
- 2008: Be OK
- 2009: Everybody
- 2012: Human Again
- 2014: Lights Out
- 2016: It Doesn’t Have to Make Sense
- 2018: Songs for the Season
- 2019: Stranger Songs
- 2024: For the Dreamers

### Singles
- 2007: The Way I Am
- 2008: Be OK
- 2008: Winter Song (feat. Sara Bareilles)
- 2008: You and I (US: Platin)
- 2009: Maybe
- 2010: Parachute
- 2010: Everybody
- 2012: Ghost
- 2014: Girls Chase Boys
- 2014: Afterlife
- 2019: Christmas Valentine (feat. Jason Mraz)[7][8][9]